# Giovanni Bottesini
Giovanni Bottesini (22 de dezembro de 1821 – 7 de julho de 1889) foi um compositor italiano romântico, maestro e um virtuoso do contrabaixo.

## Contexto Histórico
No início do século XIX a cidade de Crema, na Itália, vivia um reflexo da vida cultural veneziana, baseada musicalmente numa linguagem operística, comum também no restante do país, onde reinava a música melodramática e intensa atividade religiosa.
O biógrafo Antonio Carniti, no livro In Memória di Giovanni Bottesini, cita que os teatros em Veneza estavam quebrando a tradição de somente a aristocracia ter acesso aos eventos musicais, suscitando com isso a admiração geral da sociedade. Na cidade de Crema não havia espetáculo no qual a música não fosse a atração principal. Exemplo disto eram as feiras anuais, quando as atividades musicais eram redobradas.
A partir de 1814, Crema passou a viver sob domínio austríaco, perdendo assim, um pouco da sua riqueza. Nesta longa etapa, que durou até 1858, somente a música demonstrou ser um campo fértil: neste período surgiram numerosas famílias de músicos e todo o movimento musical fez reforçar entre o público o culto à esta arte. Ainda segundo Carniti, a família de Giovanni Bottesini era uma das famílias numerosas de Crema que tinha como hábito a prática da música entre seus membros. O valor desta arte era igualável à atividade religiosa e uma prática inviolável. 

## Vida artística e pessoal
Giovanni Bottesini era neto de Giuseppe Bottesini, tendo como tios Giovanni, de profissão desconhecida, e Luigi, comerciante e violinista. Seu pai, Pietro, era clarinetista, violinista, maestro e compositor, tendo sido o primeiro clarinetista da Cappella del Duomo e do Teatro Sociale. Casado com Maria Spinelli, Pietro teve quatro filhos, dos quais dois homens mais velhos que Giovanni (Luigi e Cesare) e Ângela, a irmã caçula. O irmão Luigi tocava trompa e era compositor, tendo vivido grande parte da sua vida em Turim. Cesare, também músico, foi um virtuoso violinista e compositor. Ângela, que também seguiu carreira musical, era cantora. Uma de suas mais famosas apresentações foi a que fez no Teatro Social de Crema, como Gilda da ópera Rigoletto. Giovanni Bottesini nasceu em Crema em dezembro de 1821. Porém existem divergências a respeito do dia. Um amigo de Bottesini, Cesare Lisei, afirmava que a data tinha sido no dia 24 de dezembro. O dicionário de música italiana Schmild, editado no século XIX, diz que o músico nasceu em 24 de dezembro de 1823. O jornal inglês da Escola Superior de Artes e Turismo, publicou que o nascimento de Bottesini teria sido no ano de 1833. No entanto, a data que prevalece é a que existe no registro de nascimento na cidade de Crema: 22 de dezembro de 1821. 
Em sua infância, Bottesini começou a estudar violino com o professor Cogliati, com quem teve aulas até os quatorze anos. Em seguida, cantou como sopranino no coral e tocou tímpanos na orquestra do Teatro Social de Crema. No ano de 1835, seu pai Pietro, soube que o conservatório musical de Milão oferecia duas vagas, uma para fagote e a outra para contrabaixo. Bottesini optou pela segunda vaga, supostamente pela atração que o tamanho do instrumento oferecia e também por ser o contrabaixo o instrumento mais grave da família das cordas que tem como o primeiro representante o violino, no qual ainda jovem havia iniciado seus estudos musicais. No conservatório, estudou contrabaixo com o professor Luigi Rossi e composição com os professores Ray, Vaccai e Basily. Após somente três anos atingiu nível suficiente para iniciar suas apresentações no contrabaixo com suas composições musicais. O primeiro concerto de Bottesini como solista aconteceu na sua formatura, em Crema, em 1840. Em seguida, tocou esporadicamente em algumas orquestras na Itália, como contrabaixista solista e de naipe. Logo após sua breve passagem por algumas orquestras, Bottesini aceitou uma oferta para visitar o Novo Mundo e por três anos foi director de ópera italiana em Havana.
Na capital cubana Bottesini fez sua estreia como compositor de óperas, apresentando Cristoforo Colombo, como a primeira ópera de sua autoria. Diretor de ópera e maestro da orquestra, Bottesini apresentava entre os intervalos das óperas fantasias sobre temas de óperas italianas que tinham como linguagem fundamental o estilo operístico de Gaetano Donizetti e Giuseppe Verdi. Bottesini seguiu uma vida de turnês, assumindo ao longo de sua carreira diversos cargos de diretor de orquestras e óperas em toda Europa, América do Norte e América do Sul. Sempre compondo suas obras musicais, nunca deixou seu lado virtuosístico e seu instrumento permaneceu ao seu lado até o fim da sua vida, em Parma no ano de 1889. Admirado pela plateia de vários países, Bottesini ficou conhecido como o “Paganini do Contrabaixo”. Após sair do conservatório recebeu da direção desta escola musical uma quantia de dinheiro que, somada a um empréstimo, permitiu que ele comprasse um contrabaixo. O instrumento era ligeiramente menor que os modelos padronizados, chamados basso di câmera. Fabricado pelo luthier Giuseppe Testore, o contrabaixo acompanhou o músico por todas as suas longas viagens. O contrabaixo possuía três cordas (lá, ré e sol), usadas tradicionalmente pelos contrabaixistas italianos dos séculos XVIII e XIX. Giovanni Bottesini fez várias inovações de técnicas para tocar o contrabaixo, sendo uma das principais o uso diferenciado do arco. Antes de entrar em cena com suas propostas no que se refere ao arco, prevalecia outra técnica difundida pelo também contrabaixista italiano Domenico Dragonetti. A técnica de arco de Dragonetti era semelhante à técnica de arco da viola da gamba: o arco era curto e a empunhadura com a mão fechada. Através de refinamentos feitos pelo austríaco Franz Simandl, o arco, em que a empunhadura era com a mão fechada, ficou conhecido como arco alemão. A inovação de Bottesini consistiu em aumentar o tamanho do arco e desenvolver uma técnica de tocá-lo com a mão aberta, como o modo de se tocar violino e violoncelo. Além da nova técnica de arco, Bottesini, ao comprar um instrumento antigo fabricado pelo luthier Testore, ajustou a afinação um tom mais alto que o adotado usualmente pelos contrabaixistas profissionais de orquestra. Tal técnica é utilizada até hoje para recitais e concursos. Giovanni Bottesini é considerado o contrabaixista mais importante do século XIX, devido às suas inovações e ao seu conteúdo musical, mais substancioso que as obras precedentes escritas para o instrumento. Seus trabalhos para repertório solo de contrabaixo transformaram a maneira pela qual o contrabaixista vê o instrumento. 
Comparando as obras de Bottesini com as de Dragonetti, que era de uma geração anterior à sua, Bottesini foi considerado um revolucionário para o seu tempo, apesar de Dragonetti também ter sido bastante admirado por suas apresentações e composições, e a seu tempo também ter sido considerado um revolucionário das técnicas de tocar o contrabaixo. Dragonetti possuía um instrumento construído pelo luthier Gasparo da Saló, que em relação ao contrabaixo de Bottesini era consideravelmente maior, inclusive comparando-se com os modelos estandartes de hoje. A única semelhança entre os dois instrumentos era o uso das três cordas. Dragonetti possivelmente tocava sentado em um banco, enquanto Bottesini, que optou por um instrumento menor, tocava de pé. Na visível quantidade de notas impressas nas partituras das obras de Bottesini, nota-se um tratamento diferente na região aguda e média do instrumento em relação às obras de Dragonetti onde é explorada a região grave do contrabaixo, que por vezes se estende à região aguda, mas através de arpejos. Provavelmente a opção de Dragonetti pelo uso dos graves se deveu ao tamanho do seu instrumento. Por outro lado, Bottesini, desde sua saída do conservatório em Milão, desenvolveu carreira de solista e compositor, abrindo caminho também para a regência e direção de ópera. Johann Matthias Sperger, outro contrabaixista, compositor que viveu antes das inovações técnicas de Bottesini, tinha a mesma preferência de Dragonetti: a exploração dos graves. Dragonetti era basicamente um profissional de orquestra, onde a cobrança de produzir graves é bem maior em relação ao solista. Bottesini teve, após sua saída do conservatório, algumas experiências como profissional de orquestra, chagando a ser músico de fila e principal contrabaixista (chefe de naipe).
Porém, o talento de Bottesini o levou a ser um compositor. Ele apresentou obras próprias e passou a ter aprovação popular. Com seu estilo virtuosístico utilizou todo o registro do contrabaixo. Para o intérprete, a dificuldade é unir os extremos do instrumento, combinando os sons suaves do registro agudo, através de todo o registro médio com as notas graves mais características do contrabaixo. Apesar de Bottesini ter sido um grande compositor de óperas e notável diretor musical, sua contribuição mais lembrada é o desenvolvimento da técnica de tocar o contrabaixo. Bottesini tinha grande admiração pela música e seus estudos foram vastos, o que lhe permitiu adquirir o conhecimento de todos os instrumentos orquestrais. O senso de observação foi desenvolvido por ele desde a infância por sua experiência com orquestras. Ao mesmo tempo, guardava todos os comentários e observações feitas pelos maestros em relação à instrumentação. A tendência de Bottesini para ser diretor de orquestra foi uma consequência natural do seu próprio talento e do ambiente sempre musical em que ele viveu. 
A fama de Bottesini começou cedo, logo após sua saída do conservatório em Milão, com apenas 24 anos. Depois de dirigir, em 1847, sua primeira ópera, Bottesini seguiu seus trabalhos na Inglaterra, em 1848, com concertos em Buckingam e Birminghan. Em 1853 dirigiu óperas em Nova Iorque e organizou o conservatório musical no México. No ano de 1866, viajou a São Petersburgo e realizou um concerto sob a direção de Anton Rubinstein. No ano seguinte, realizou turnês na França, Dinamarca, Suécia e Noruega. Em 1869 iniciou na França trabalhos como diretor e concertista. Com o começo da guerra Franco-Prussiana, Bottessini passou a viver em Londres, onde escreveu sua sexta ópera, Ali Babá, de contexto cômico. Foi prestigiado também na Espanha e em Portugal. Em 1866 foi chamado a Madrid para dirigir o Concierto del buen retiro. O prestígio que Bottesini tinha, o levou a receber do rei da Espanha a denominação de Comendador da Ordem Isabel Católica. Em 1881, foi contratado para dirigir cinco concertos no Teatro São Carlos de Lisboa, por convite do rei de Portugal e logo após os concertos recebeu outra condecoração, conferida pelo próprio monarca deste país. A divulgação das habilidades de Bottesini como diretor de orquestra fez com que em 1871 o músico realizasse sua primeira visita ao Cairo. Nesta época, aconteciam festejos na cidade pela construção do Canal de Suez e para esta ocasião a ópera Aida foi designada para fazer parte das comemorações. A primeira representação de Aida seria em 1870, mas devido à guerra Franco-Prussiana foi adiada para o ano seguinte. Verdi, compositor de Aida, acreditava no empenho e talento de Bottesini e deu diretamente a ele, de viva voz e, por escrito, todos os detalhes para dirigir a. Após a estreia de Aida, Bottesini não se deixou deslumbrar pelo sucesso de ser um regente festejado, ao contrário, continuou a concentrar-se na sua atividade de compositor, pela qual demonstrava interesse inabalável. 
O conjunto das obras de Bottesini é de difícil organização cronológica pelo fato de sua vida ter sido sempre movimentada. Sem casa própria, em constantes viagens e vivendo quase sempre em pensões, várias de suas composições foram perdidas. Além de não ter editor regular para as suas partituras, tornando-se até o momento impossível compilar uma lista cronológica das suas obras. Nas várias composições para contrabaixo apenas duas obras apresentam data de edição que precede o falecimento (1889) de Bottesini: Concerto em fá sustenido menor para contrabaixo, editado em Londres em 1892, que tinha o pianoforte como acompanhamento; e Gran duo concertante para violino, contrabaixo, pianoforte e orquestra, editado em Paris no ano de 1884 . Várias obras de Bottesini de importante relevância foram editadas em 1950 em Viena. Dentre as que mais se destacam estão: Concerto Nº2 para contrabaixo e piano forte, Concerto di bravura para contrabaixo e pianoforte e Grande allegro di concerto para contrabaixo e pianoforte. Bottesini viveu intensamente a música melodramática no século XIX e teve como consequência o reflexo da música italiana nas suas composições, resultando em várias fantasias de óperas italianas como: Fantasia para contrabaixo e piano forte da ópera Lucia di Lammermoor; Fantasia para contrabaixo e Orquestra da ópera La sonnambula, comumente conhecida com redução para piano; Fantasia para contrabaixo e pianoforte da ópera I Puritani.
No campo de composições para contrabaixo, Bottesini escreveu o livro didático Método per Contrabasso editado pela editora italiana Ricordi. É um livro completo que, depois de um breve prefácio, divide-se em duas partes, sendo a primeira dirigida ao contrabaixo como instrumento     de orquestra e a segunda, ao contrabaixo como instrumento solista. A finalização do livro é feita com uma série de estudos melódicos. No campo orquestral (sinfonias, música sacra, óperas) demonstrou influência de Hector Berlioz, Camille Saint-Saens, Jules Massenet e Giuseppe Verdi, mantendo sempre a presença da melodia italiana. Destacam-se as sinfonias Graziela e Caratteristica, a música Missa de Requiem e o oratório Getsemani. Além disso, as óperas Cristoforo Colombo, representada pela primeira vez em Havana (1847) e Il diavolo dela notte, comedia lírica, representada em Milão (1858). Bottesini também criou em outras formas de composição como quartetos, quintetos e música de câmera vocal e instrumental. A vida de  Bottesini foi sempre a de um viajante, tanto que o jornal francês L’Europe Artiste qualificou o célebre italiano como un turista musicale. Com sua gloriosa carreira chegou à idade de sessenta e seis anos sem nenhum patrimônio próprio e acumulando problemas de saúde que  começavam a  se manifestar através de um distúrbio no fígado que pouco a pouco o levaria para a morte. Verdi, que tinha profunda amizade por Bottesini, teve conhecimento das condições do amigo e recomendou ao governo italiano para que fosse diretor da Regia Scuola di Musica di Parma, cargo que assumiu em 20 de janeiro de 1889. O mal-estar do fígado passou a gerar em Bottesini indisposição, mas mesmo com a saúde debilitada, aceitou realizar um  concerto  musical no  Casino di lettura. Com este concerto se encerra a sua carreira, vindo a falecer no dia 7 de julho de 1889 em consequência de cirrose hepática.

## Catálogo de Obras

### Contrabaixo solo
·        Adagio melanconico e appassionato
·        Allegretto Capriccio Alla Chopin
·        Allegro di Concerto Alla Mendelssohn
·        Capriccio Bravuro
·        Concerto No. 1 em F♯ menor para contrabaixo e  orquestra 
·        Concerto No. 2 em B menor para contrabaixo e orquestra 
·        Concerto di Bravura
·        Gran Duo Concertante 
·        Gran Duo para clarineta in A, contrabaixo e orquestra 
·        Elegia em re n.1 
·        Elegia N.2 Romanza Drammatica
·        Elegia N.3, Romanza Patetica
·        Fantasia sulla Beatrice di Tenda di Bellini
·        Fantasia sulla Cerrito
·        Fantasia sulla La Sonnambula di Bellini
·        Fantasia sulla Norma di Bellini
·        Gran Duo Passione Amorosa para dois contrabaixos 
·        Introduzione e Bolero
·        Introduzione e Fuge
·        Introduzione e Gavotta
·        Introduzione e Variazione di Carnivale di Venezia di Rossini
·        Meditazione (Aria di Bach) (arranjo da suíte orquestral de Bach em D maior) 
·        Melodia No. 1 
·        Melodia No. 2 
·        Rêverie
·        Tarantella em A menor 
·        Tre gran due para contrabaixo 
·        Variazione sulla Nel cor più non mi sento di Paisiello
·        Variations On One String On A Theme From Rossini's Opera Moses In Egypt

### Óperas
·        Colón en Cuba (Cristoforo Colombo) (1848)
·        L’assedio di Firenze (1856)
·        Il Diavolo della Notte (1858)
·        Marion Delorme (1862)
·        Un amour en Bavière
·        Vinciguerra il bandito (1870)
·        Alì Babà (1871)
·        Ero e Leandro (1879)
·        Cedar (1880)
·        La regina del Nepal (1880)
·        Nerina
·        La figlia dell’angelo o Azäele
·        Babele

### Música Sacra
·        Garden of Olivet
·        Messa di Requiem

### Músicas para os demais instrumentos
·        Morceaux – Viola and piano 
·        Rêverie – Viola and piano 
·        Capriccio – Cello and piano 
·        Three melodies – Cello and piano

### Outras obras
·        Tutto il mondo serra – soprano, contrabaixo e piano 
·        Un Bacio solo – soprano, contrabaixo e piano 
·        Guardami ancor – soprano, contrabaixo e piano 
·        È il pianto del mio cor – soprano, contrabaixo e piano 
·        Canta Roberto! – soprano contrabaixo e piano 
·        Retourner a la paix des champs – soprano, contrabaixo e piano 
·        Une bouche Aimée – soprano, contrabaixo e piano 
·        Duetto – clarineta, contrabaixo e piano